# Palais de la découverte

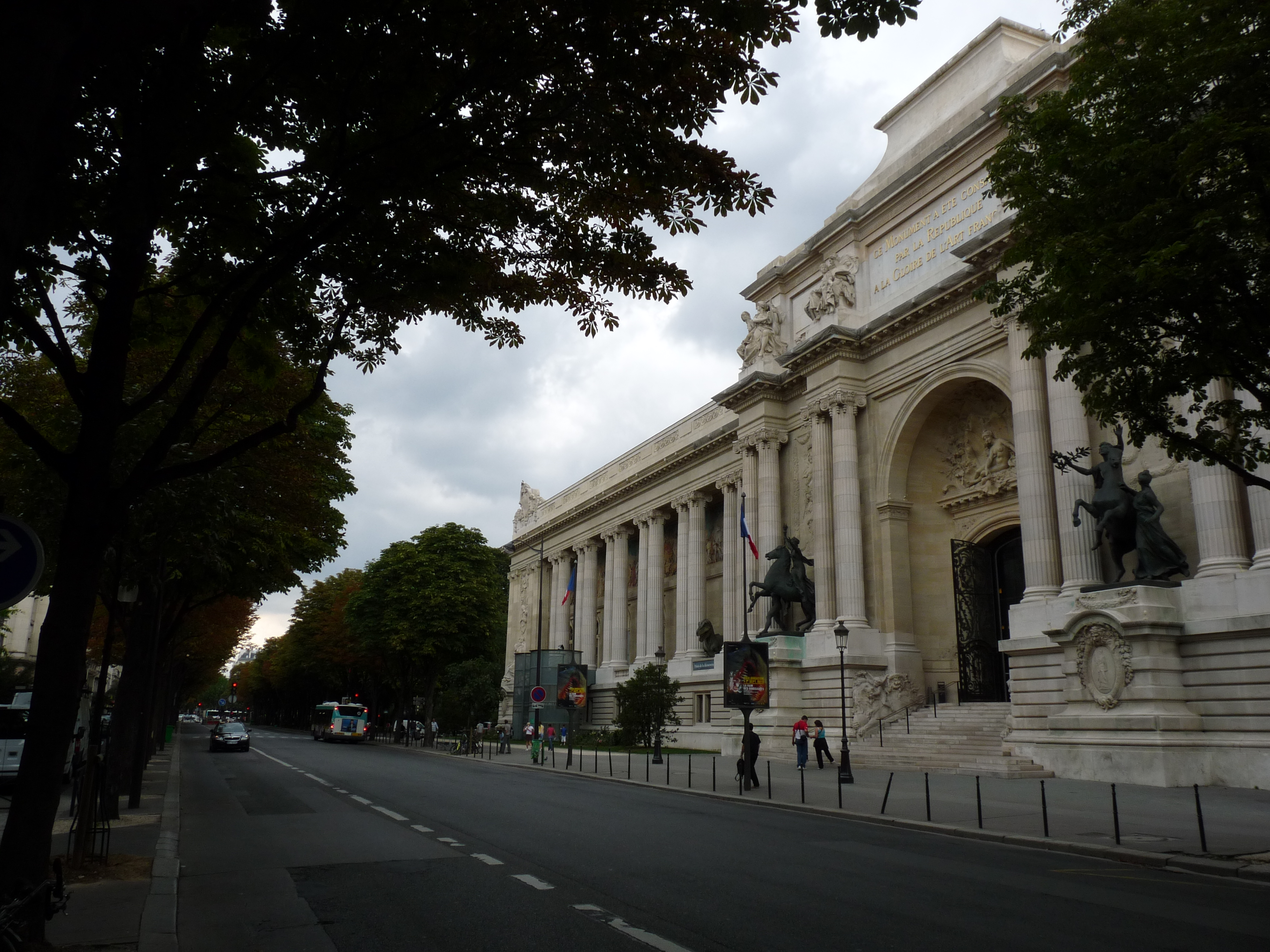
Palais de la découverte

Das Palais de la découverte (deutsch Palast der Entdeckungen) ist ein Wissenschaftsmuseum in Paris (im Westflügel des Grand Palais, 8. Arrondissement, Avenue Franklin-Delano-Roosevelt). Es wurde anlässlich der internationalen Ausstellung Exposition internationale Arts et Techniques dans la Vie moderne 1937 vom Physiker und Nobelpreisträger Jean Perrin (der die Idee dazu 1934 hatte) und dem Biologen und Schriftsteller Jean Rostand gegründet. Primär mit Bildungs- und Erziehungsfunktion (verständliche Darstellung tatsächlicher Versuche und reeller Kenntnisse).
Im Vergleich zu anderen großen Wissenschaftsmuseen in Europa wie mit dem Deutschen Museum in München und dem Science Museum in London hat es seinen Schwerpunkt in den Naturwissenschaften (Physik, Mathematik, Medizin, Chemie, Biologie, Geowissenschaften, Astronomie und Astrophysik). Der Bereich Technikgeschichte ist in Paris traditionell durch das Musée des arts et métiers vertreten, das seine Ursprünge schon im Jahr 1794 hatte. Die Abteilung Automatisierung umfasst (Experimente, Schemata, Modelle und Vortragsreihen). Außerdem gibt es in Paris noch das 1986 eröffnete Wissenschaftsmuseums Cité des sciences et de l’industrie, mit dem das Palais de la découverte seit 2009 in der städtischen EPIC Universcience vereinigt ist.
Das Museum hat 25.000 Quadratmeter Ausstellungsfläche und jährlich rund 600.000 Besucher. Neben der festen Ausstellung, wo das Museum in Frankreich seit den 1970er Jahren ein Pionier in interaktiver Präsentation war, gibt es auch viele Wanderausstellungen und das Museum veranstaltet auch Kolloquien und Tagungen. Der Palast der Entdeckungen Paris unterhält Arbeitsverbindungen zu internationalen wissenschaftlich-technischen Museen. Es hat ein Planetarium und einen großen Van-de-Graaff-Generator.